# يوهان بينو
يوهان بينو (بالإسبانية: Yohan Pino)‏ هو لاعب كرة قاعدة فنزويلي، ولد في 26 ديسمبر 1983 في تورميرو ‏ في فنزويلا.

## وصلات خارجية
- يوهان بينو على موقع دوري كرة القاعدة الرئيسي (الإنجليزية)
- يوهان بينو على موقع دوري كوريا الجنوبية لكرة القاعدة (الإنجليزية)
- يوهان بينو على موقعبيزبول رفرنس.كوم (الدوري الرئيسي) (الإنجليزية)
- يوهان بينو على موقعبيزبول رفرنس.كوم (الدوري الثانوي) (الإنجليزية)
- يوهان بينو على موقع إي إس بي إن.كوم (أم.أل.بي) (الإنجليزية)
- يوهان بينو على موقع مشجعي الرسوم البيانية (الإنجليزية)